# Grand-Camp, Eure

Grand-Camp este o comună în departamentul Eure, Franța. În 1 ianuarie 2022 avea o populație de 458 de locuitori.